# Maxime Collignon
Pour les articles homonymes, voir Collignon.

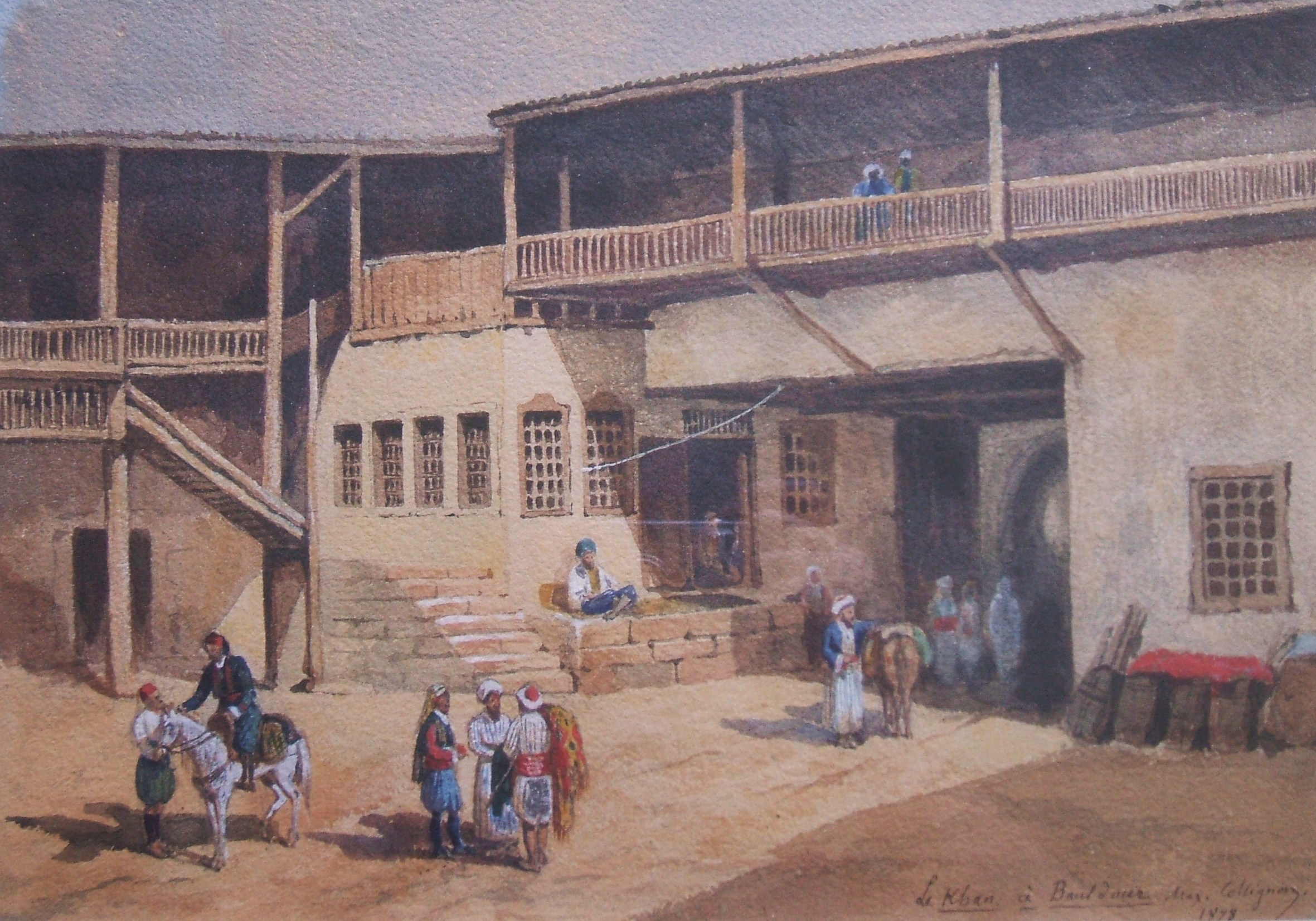
Aquarelle de Maxime Collignon, dessinateur de l'expédition de Louis Duchesne en Anatolie, en 1878. Ici, le khan de Bouldour, aujourd'hui (Burdur).

Léon-Maxime Collignon (né le 8 novembre 1849 à Verdun et mort le 15 octobre 1917 à Paris) est un archéologue et historien de l'art du XIXe siècle.

## Biographie

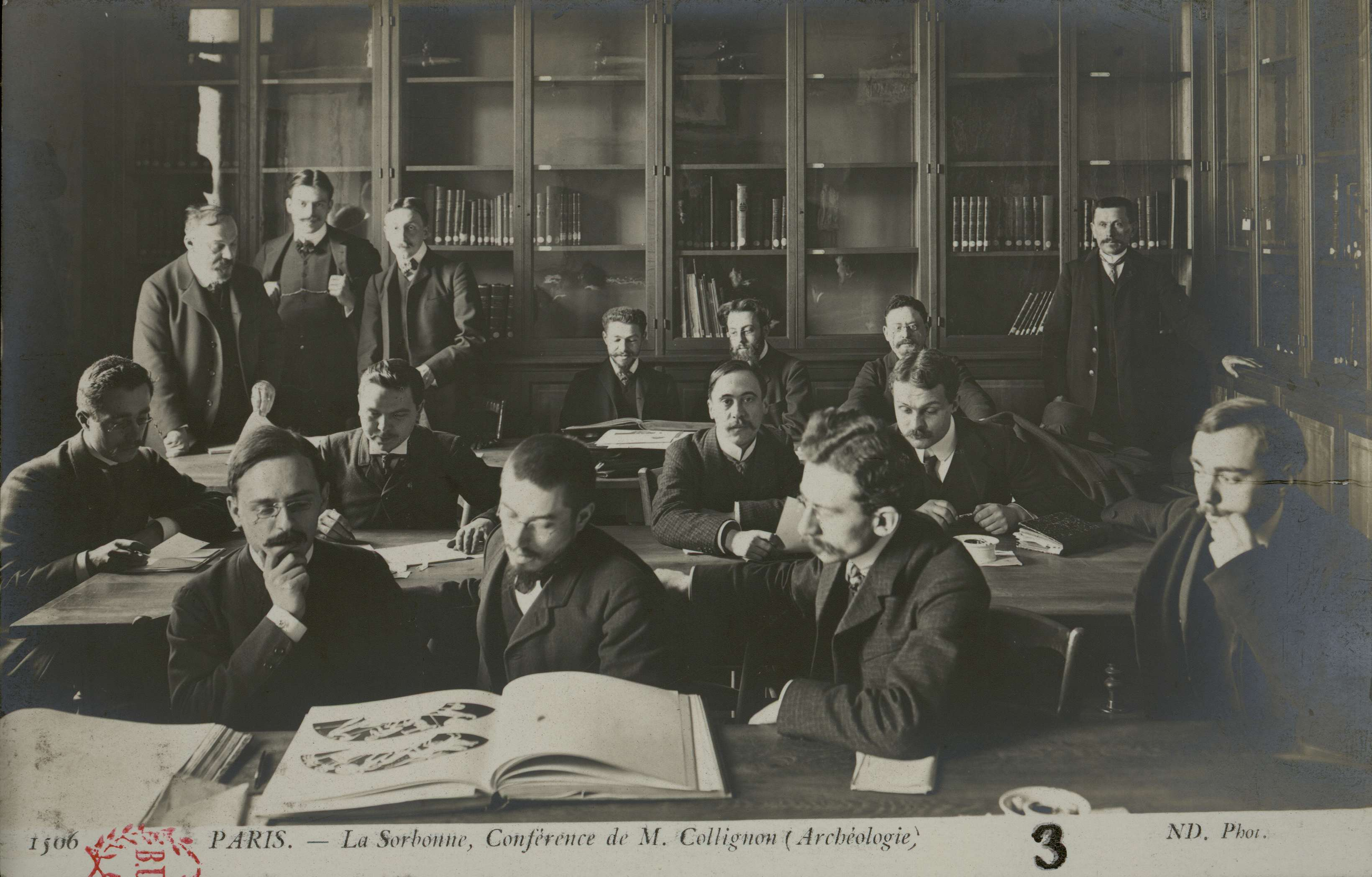
Conférence d'archéologie de Maxime Collignon à La Sorbonne.

Après avoir été au lycée Louis-le-Grand et à Sainte-Barbe, Maxime Collignon devient élève à l'École normale supérieure en 1868. En 1872, âgé de 27 ans, il est reçu deuxième à l'agrégation de lettres à 27 ans. Le 13 mars 1878, il soutient ses deux thèses de doctorat ès lettres à la Faculté de Paris. La première, en français, s'intéresse aux monuments grecs et romains relatifs au mythe de Psyché. La deuxième, en latin, traite des éphèbes grecs à travers une étude épigraphique. 
Il est chargé de cours, en novembre 1876, de la nouvelle chaire « Antiquités grecques et latines » instituée à la faculté des lettres de Bordeaux puis il devient professeur de cette chaire en 1879. Il est ensuite suppléant de Georges Perrot à la faculté des lettres de Paris en 1883, chargé de cours d'archéologie en 1886, professeur adjoint en 1892 et professeur d'archéologie dans cette même université en 1900. Il est remplacé à Bordeaux par Pierre Paris.

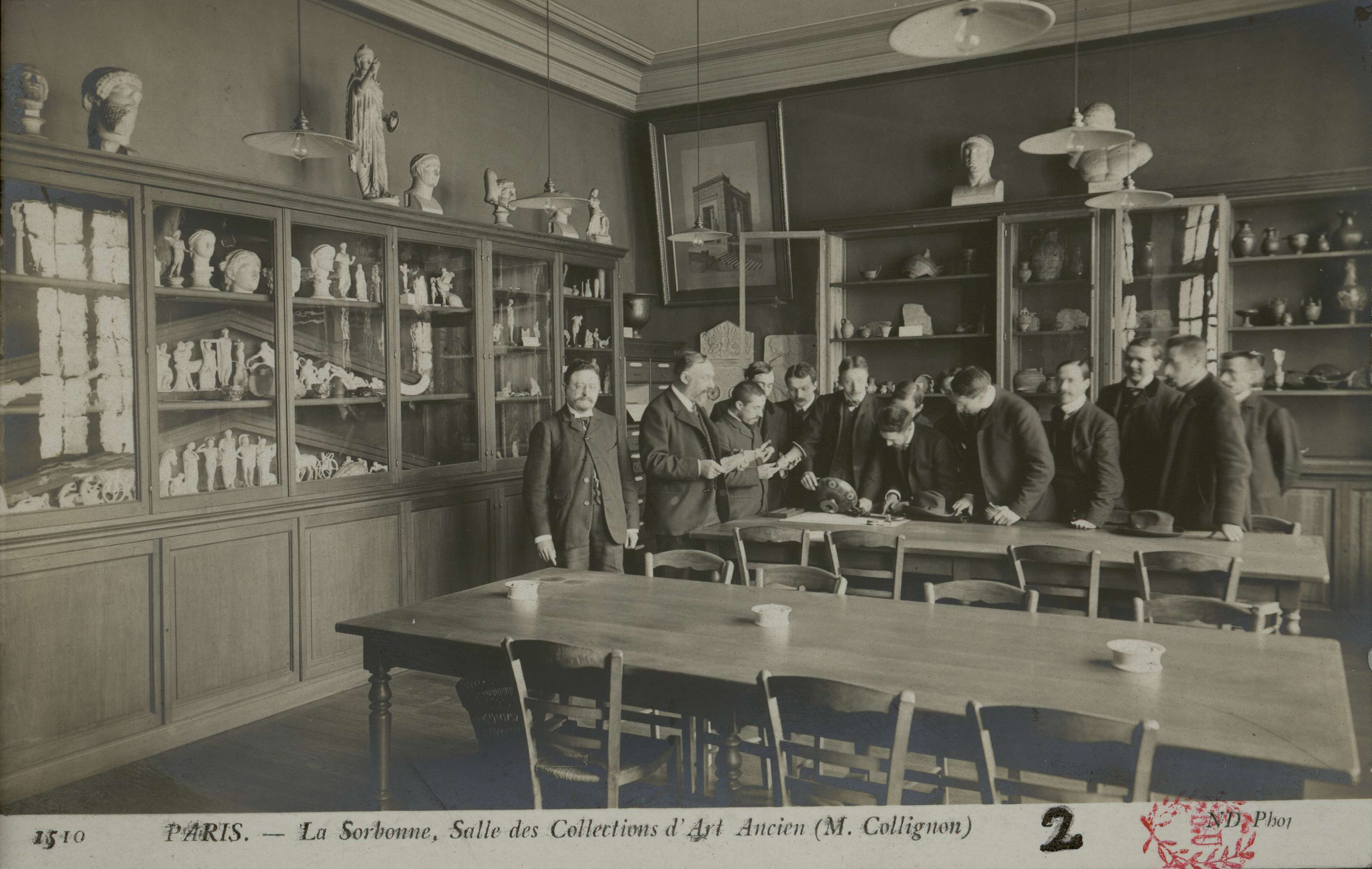
Collignon et ses étudiants dans la salle des collections d'art ancien de La Sorbonne

Alors titulaire de la chaire d'archéologie, entre 1900 et 1917, il plaide en faveur de la constitution d'une collection d'antiquités et de moulages à la Sorbonne à vocation pédagogique. Il est considéré comme l'un des fondateurs du modèle de l'enseignement de l'archéologie en France.
Il a été membre de l'Institut de France, de l'École française d’Athènes et membre résidant de la Société nationale des antiquaires de France.
En 1907, il découvre la sculpture qui sera dénommée la Dame d'Auxerre dans les réserves du musée municipal d’Auxerre, en Bourgogne.
Il est enterré au Cimetière du Montparnasse, Paris, XIVe arrondissement.